# Onitis autumnalis
Onitis autumnalis là một loài bọ cánh cứng trong họ Bọ hung (Scarabaeidae).